# 올림픽 조선민주주의인민공화국 선수단

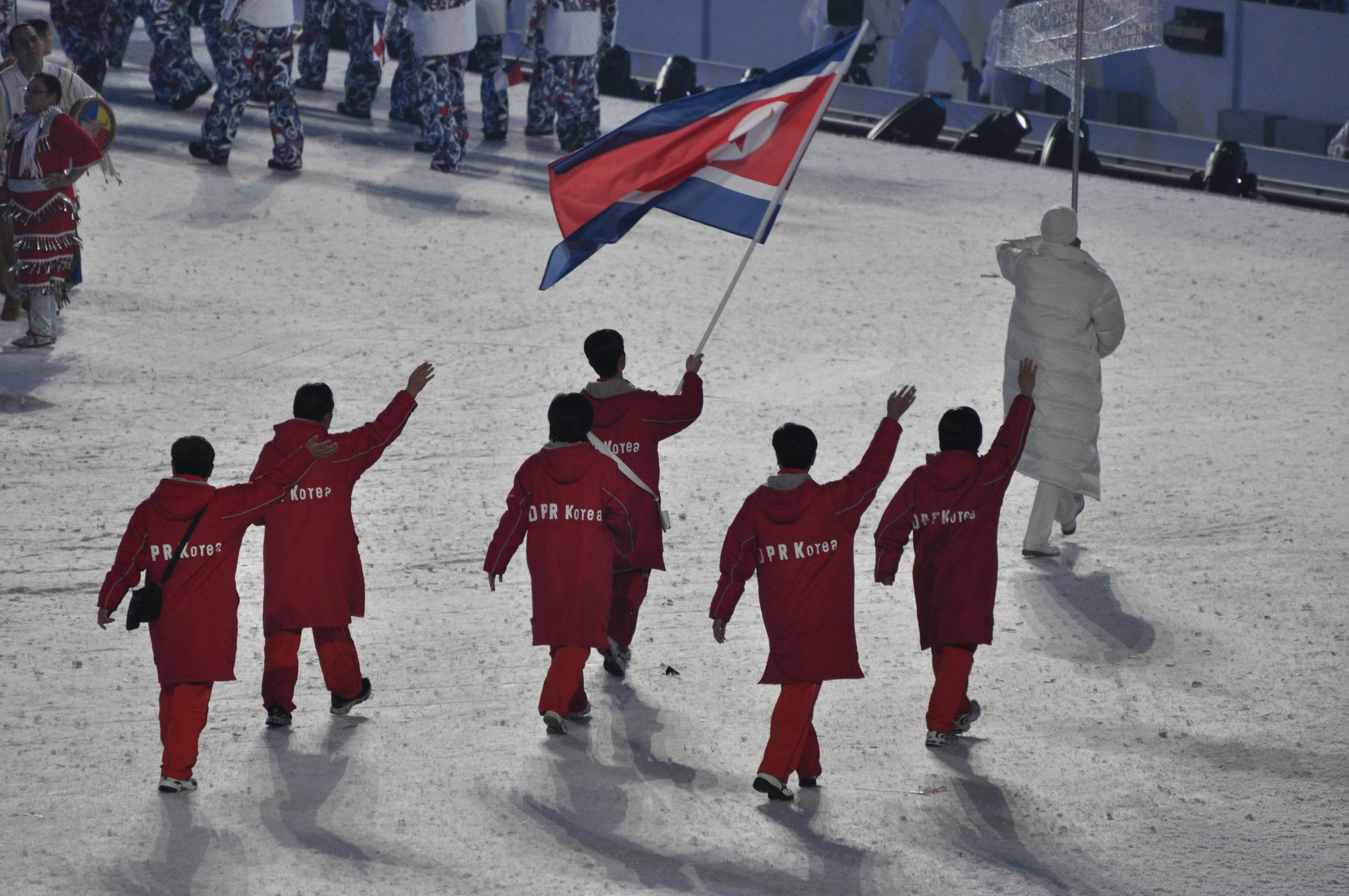

올림픽 조선민주주의인민공화국 선수단은 조선민주주의인민공화국을 대표하여 올림픽에 참가하는 선수단이다. 1964년 오스트리아 인스브루크에서 개최한 동계 올림픽부터 참가하기 시작하여, 하계 올림픽은 1972년 서독 뮌헨에서 개최한 뮌헨 올림픽부터 참가하였다. 역대 최고 성적은 1992년 하계 올림픽에서 기록한 금4, 동5의 종합순위 16위이다.

## 역사
조선민주주의인민공화국은 오스트리아 인스브루크에서 열린 1964년 동계 올림픽에 참가하면서 처음으로 올림픽 무대에 발을 들였으나, 같은 해 일본 도쿄에서 열린 하계 올림픽에서는 국제 올림픽 위원회가 1963년 11월에 인도네시아 자카르타에서 열린 신흥국 경기 대회에 참가한 선수들의 올림픽 참가 금지 결정을 내린 데에 반발하여 인도네시아와 함께 대회를 보이콧했다. 또한 프랑스 그르노블에서 열린 1968년 동계 올림픽, 멕시코 멕시코시티에서 열린 1968년 하계 올림픽에서는 국제 올림픽 위원회가 '조선민주주의인민공화국' 대신 '북한'이라는 국명 호칭을 요구한 데에 반발하여 참가하지 않았다.
조선민주주의인민공화국은 서독 뮌헨에서 열린 1972년 하계 올림픽부터 처음으로 하계 올림픽에 참가하게 되었다. 이후로는 소련 주도의 보이콧이 벌어졌던 1984년 LA 올림픽과 대한민국에서 개최된 1988년 서울 올림픽, 코로나19 범유행 우려로 참가하지 않은 2020년 도쿄 올림픽을 제외하고는 역대 하계 올림픽 대회마다 매번 참가하였다. 반면 동계 올림픽 참가는 적극적이지 않은 편으로, 최근 13차례의 대회 중에서 8번만 참가하였다.
하계 올림픽에서의 성적은 첫 대회였던 1972년 하계 올림픽에서부터 첫 금, 은, 동메달을 동시에 획득하였으며, 이후 불참한 대회를 제외하고는 모든 대회에서 메달을 획득하고 있다. 반면 동계 올림픽에서의 성적은 첫 대회인 1964년 동계 올림픽에서 최초로 은메달을, 1992년 동계 올림픽에서 최초로 동메달을 획득한 것 이외에는 성적이 전무하다. 동계 올림픽에서의 금메달 획득은 아직까지 이뤄지지 않았다.
햇볕정책으로 남북 화해 무드가 조성되던 2000년대에는 대한민국 선수단과 함께 '코리아'라는 국명으로 한반도기를 앞세워 올림픽 개폐막식에 입장하기도 했다. 2000년 하계 올림픽, 2004년 하계 올림픽, 2006년 동계 올림픽에서 동시 입장이 이뤄졌으나, 출전은 별개의 선수단으로 진행되었다. 2008년 하계 올림픽부터 2016년 하계 올림픽까지는 남북 관계 경색 국면으로 동시입장이 이뤄지지 않았다.
대한민국 평창에서 열린 2018년 동계 올림픽에는 22명의 선수를 파견, 남한에서 열린 올림픽 대회로는 처음으로 참가하였다. 개막식에서는 12년 만에 남북 동시 입장이 이뤄졌으며, 특히 여자 아이스하키에서는 사상 처음으로 남북 선수가 모두 참여하는 남북 단일대표팀을 결성하여 경기를 치렀다. 단 이 단일대표팀은 남북한 선수단과는 별개의 선수단으로 취급되어 메달 획득에 성공하더라도 남북한 그 누구의 것으로 집계되지는 않게 되었다.
조선민주주의인민공화국 올림픽 위원회는 2021년 4월 6일에 코로나19 범유행으로부터 선수들을 보호한다는 이유를 내세워 일본 도쿄에서 열린 2020년 하계 올림픽에 참가하지 않겠다고 선언했다. 국제 올림픽 위원회는 2021년 9월 8일에 조선민주주의인민공화국 올림픽 위원회에 대해 2022년 말까지 자격 정지 처분을 내리고 중화인민공화국 베이징에서 열린 2022년 동계 올림픽에서 국가 자격으로 참가하는 것을 금지시켰다.

## 메달 집계

### 하계 올림픽
| 대회                  | 선수 | 금   | 은   | 동   | 합계 | 순위 |
| 1972년 뮌헨           | 37   | 1    | 1    | 3    | 5    | 22   |
| 1976년 몬트리올       | 38   | 1    | 1    | 0    | 2    | 21   |
| 1980년 모스크바       | 57   | 0    | 3    | 2    | 5    | 26   |
| 1984년 로스앤젤레스   | 불참 | 불참 | 불참 | 불참 | 불참 | 불참 |
| 1988년 서울           | 불참 | 불참 | 불참 | 불참 | 불참 | 불참 |
| 1992년 바르셀로나     | 64   | 4    | 0    | 5    | 9    | 16   |
| 1996년 애틀랜타       | 24   | 2    | 1    | 2    | 5    | 33   |
| 2000년 시드니         | 31   | 0    | 1    | 3    | 4    | 60   |
| 2004년 아테네         | 36   | 0    | 4    | 1    | 5    | 57   |
| 2008년 베이징         | 63   | 2    | 2    | 2    | 6    | 34   |
| 2012년 런던           | 51   | 4    | 0    | 3    | 7    | 20   |
| 2016년 리우데자네이루 | 31   | 2    | 3    | 2    | 7    | 34   |
| 2020년 도쿄           | 불참 | 불참 | 불참 | 불참 | 불참 | 불참 |
| 합계                  | 합계 | 16   | 16   | 23   | 55   |      |

### 동계 올림픽
| 대회              | 선수 | 금 | 은 | 동 | 합계 |
| 1964년 인스부르크 | 13   | 0  | 1  | 0  | 1    |
| 1972년 삿포로     | 8    | 0  | 0  | 0  | 0    |
| 1984년 사라예보   | 6    | 0  | 0  | 0  | 0    |
| 1988년 캘거리     | 6    | 0  | 0  | 0  | 0    |
| 1992년 알베르빌   | 20   | 0  | 0  | 1  | 1    |
| 1998년 나가노     | 8    | 0  | 0  | 0  | 0    |
| 2006년 토리노     | 6    | 0  | 0  | 0  | 0    |
| 2010년 밴쿠버     | 2    | 0  | 0  | 0  | 0    |
| 2018년 평창       | 22   | 0  | 0  | 0  | 0    |
| 합계              | 합계 | 0  | 1  | 1  | 2    |

## 같이 보기
- 북한의 스포츠
- 분류:조선민주주의인민공화국의 올림픽 참가 선수